# Henry Burr
Pour les articles homonymes, voir Burr.
Henry Burr est un chanteur, radio-interprète et producteur canadien né le 15 janvier 1882 à Saint-Stephen dans le Nouveau-Brunswick et mort le 6 avril 1941 à Chicago. Né Harry Haley McClaskey, Henry Burr figure parmi l'un de ses nombreux pseudonymes, en plus de Irving Gillette, Henry Gillette, Alfred Alexander, Robert Rice, Carl Ely, Harry Barr, Frank Knapp, Al King et Shamus McClaskey. Selon sa propre estimation, le chanteur est à l'origine de plus de 12 000 enregistrements, avec entre autres les titres Just a Baby's Prayer at Twilight, Till We Meet Again avec Albert Campbell, Beautiful Ohio, I Wonder Who's Kissing Her Now, When I Lost You et In The Shade Of The Old Apple Tree,. Ténor, il s'est produit en soliste et en duo, trio et quatuor. 

## Les premières années

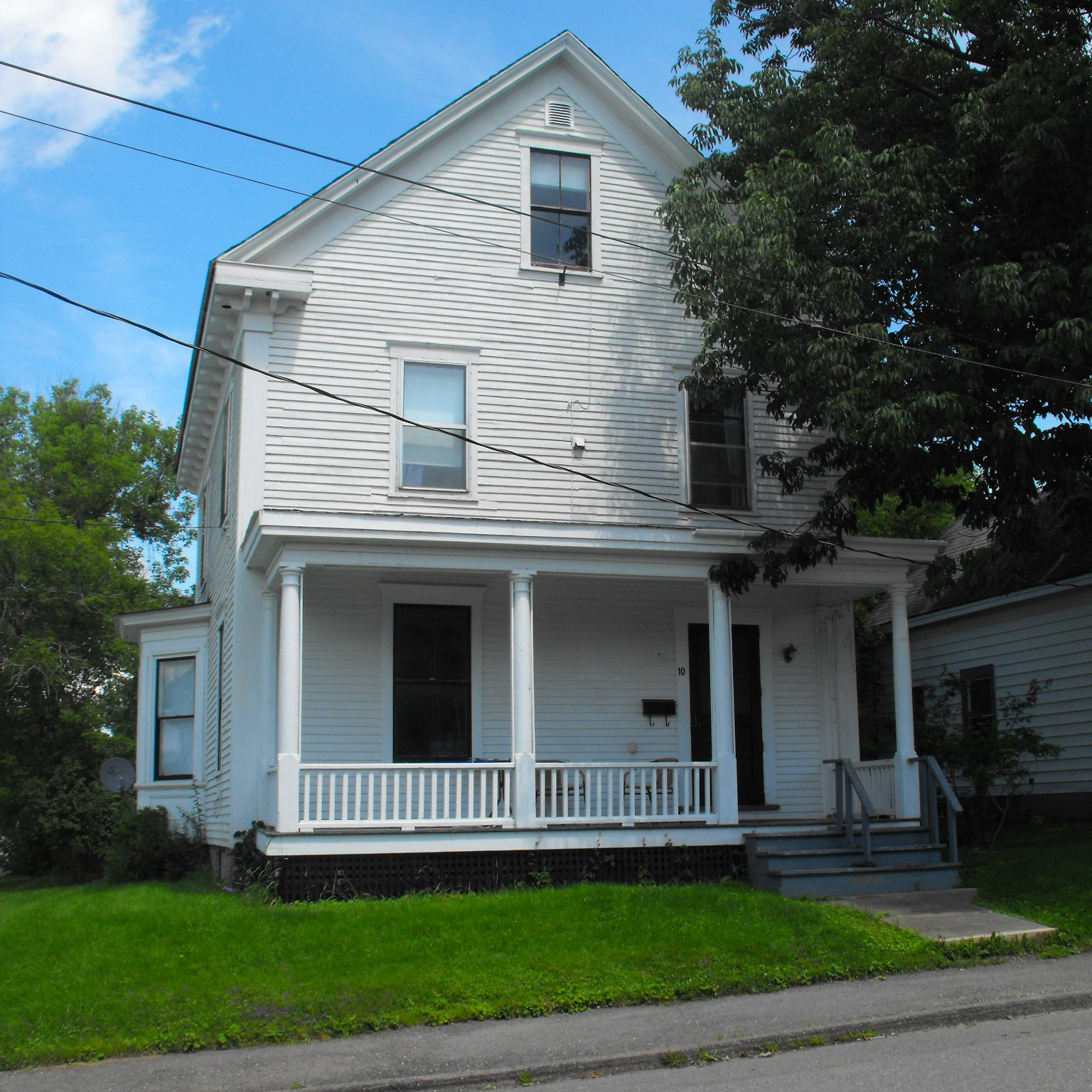
Maison d'enfance de Burr au 10 Armstrong Street à St. Stephen au Nouveau-Brunswick.

Né dans la ville frontalière de Saint-Stephen au Nouveau-Brunswick, Harry McClaskey est le fils d'un propriétaire de magasin de bonbons et de tabac, A. A. McClaskey et de sa femme, Ida Connors,. Il est le plus jeune des quatre enfants de la fratrie. Ses talents vocaux sont reconnus très tôt à l'âge de 5 ans, alors qu'il se produisait publiquement à St. Stephen. À l'âge de 10 ans, il devient la mascotte du Saint John Bicycle and Athletic Club dans la ville voisine de Saint John, chantant Her Eyes Don't Shine Like Diamonds, et à 13 ans, il se produit sur scène en tant que garçon ténor  avec la bande d'artillerie de Saint John.  À cette époque, la famille a déménagé à Saint John. Doutant peut-être qu'il pourrait faire carrière dans la musique, il fréquente ensuite l'Université Mount Allison à Sackville, et travaille ensuite pour son père. Le 14 avril 1901, il se produit à l'opéra de Saint John lors de son premier concert notable avec la soprano écossaise Jessie MacLachlan . Le 30 septembre 1901, il est découvert par le baryton du Metropolitan Opera Giuseppe Campanari qui était à Saint John pour se produire à l'Opéra de Saint-Jean. Campanari insiste pour que McClaskey se rende à New York pour une formation musicale.

## En studio

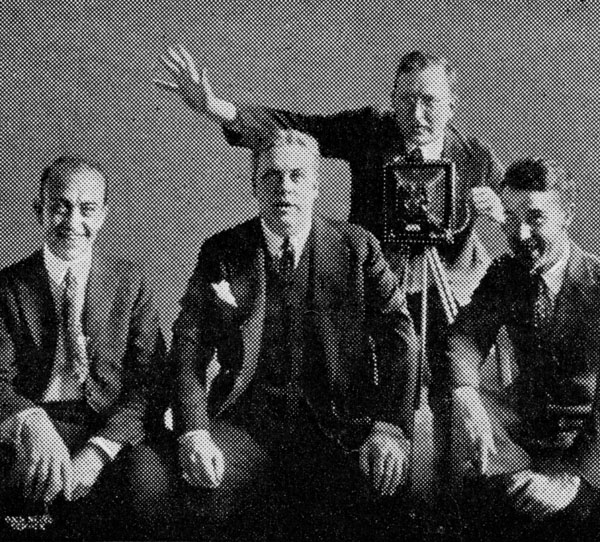
Henry Burr et le Peerless Quartet, vers 1923. De gauche à droite: John H. Meyer, Burr, Frank Croxton, Albert Campbell.

Enhardi par l'approbation de Campanari, McClaskey s'aventure à New York en 1902, où il commence à suivre des leçons et chante avec la chorale Grace Methodist Episcopal Church. Il devient finalement soliste ténor pour la chorale. Ses professeurs sont alors John Dennis Meehan (ou Mehan) et Kate Stella Burr, dont il adopte son nom pour la scène en son honneur.
C'est vers 1902 que le canadien commence à faire des enregistrements avec Columbia Records et il utilise alors le nom Henry Burr. Il est arrivé à un moment particulièrement opportun pour Columbia, car leur ténor vedette, George J. Gaskin, est aux dernières années de sa carrière. Burr commence à enregistrer pour Edison Records en novembre 1904 sous le nom d'Irving Gillette.  Des désaccords avec les dirigeants de l'entreprise l'ont empêché d'enregistrer pour Edison après octobre 1914  Il enregistre pour la première fois avec Victor le 4 janvier 1905 et les enregistrements sont publiés en mars. Le 7 avril 1905, il enregistre In the Shade of the Old Apple Tree d'Egbert Van Alstyne, qui va bénéficier d'une certaine popularité. Burr s'avère être un artiste à succès, enregistrant des milliers de chansons pour divers labels sous différents noms. En particulier, selon les recherches de Joel Whitburn, il est très populaire dans les années 1910, car il a le plus de succès no 1 au cours de la décennie. Son enregistrement le plus réussi est Just a Baby's Prayer at Twilight, qui s'est finalement vendu à un million d'exemplaires. On estime que ses enregistrements totaux se sont écoulés à environ 240 millions. Il enregistrerait également avec Leeds Talk-O-Phone, Angelophone et l'American Record Company. Ses enregistrements apparaissent également sur International Record Company et des labels de grands magasins tels que Vim Records.

### Collaborations
En 1906, Burr rejoint le Columbia Male Quartet, qui enregistre pour la Columbia Record Company, en tant que deuxième ténor sous la direction de Frank C. Stanley. Ils sont ensuite renommés Peerless Quartet lorsqu'ils passent au label Victor. À la mort de Stanley en 1910, Burr prend la direction du groupe. Ce dernier continue de produire des enregistrements et faire des représentations en public (avec divers changements de personnel et de nom au fil des années) jusqu'en 1928, date à laquelle le groupe est dissous.  Burr est également membre du Metropolitan Trio et du Manhattan Mixed Trio, tous deux accompagné de Frank C. Stanley et Elise Stevenson .  En 1921, il contribue à la musique d'une revue d'été appelée The Broadway Whirl.
Burr travail en studio avec Albert Campbell. Le duo connait une suite de succès entre 1911 et 1925, dont The Trail of the Lonesome Pine (1913), Somebody's Waiting for Someone (1919), Till We Meet Again (1919) et I'm Forever Blowing Bubbles (1919). 

## En tant qu'homme d'affaires
En 1915, Henry Burr possède une position financière confortable et commence à chercher des moyens d'investir son argent. Cette année-là, il fonde la Paroquette Record Manufacturing Company avec Fred Van Eps, basée à New York. Le système Paroquette utilise des disques à coupe verticale et présente ses propres enregistrements et ceux de plusieurs autres interprètes. En tant que nouvelle introduction sur un marché hautement concurrentiel, la technique d'enregistrement Paroquette est un échec précoce et l'entreprise cesse ses activités en 1917  Burr essaye également l'édition musicale et partage également la propriété d'une usine de banjo avec Van Eps pendant un court moment .

## Précurseur avec la radio

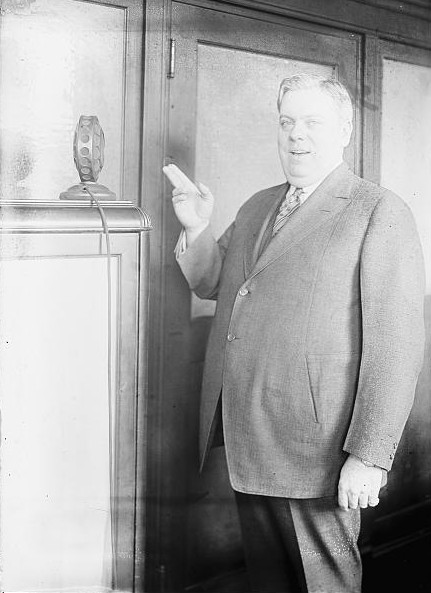
Burr avec microphone.

Burr se produit en direct à la radio alors que la technologie de diffusion n'en est qu'à ses balbutiements. Il a fait sa première apparition en 1920 à Denver, Colorado en utilisant un microphone improvisé dans un bol en bois avec un émetteur téléphonique inversé. L'émission est entendue jusqu'à l'ouest de San Francisco. Burr est également crédité d'avoir fait la première « émission » transcontinentale en chantant au téléphone à New York et en étant entendu par des convives portant des écouteurs lors d'un dîner Rotary en Californie. Toujours en 1920, il a signe un contrat exclusif avec Victor pendant sept ans. Contrat lucratif, il fait de lui (pour un temps) un homme riche. 
À la fin des années 1920, la carrière d'enregistrement de Burr est terminée. Les technologies d'enregistrement électrique avaient encouragé le style crooner du chant ténor, comme dans le chant de Gene Austin et d' Al Bowlly . Le potentiel commercial de la radio continue d'intéresser Burr. Il s'implique dans la programmation, formant Henry Burr, Inc. en 1928 en tant que producteur. Il produit de nombreux programmes pour les réseaux de radio commerciaux dans les années 1930. Il est à l'origine de l'émission Cities Service, qu'il produit pendant deux ans. 
En octobre 1929, il aurait perdu une partie substantielle de sa fortune lors du crash de Wall Street en 1929 . En un mois, cependant, il est nommé directeur du bureau artistique de la CBS qui venait d'être organisé sous la propriété de William S. Paley. 
Vers 1935, il revient à la radio en tant que membre de la troupe WLS Chicago National Barn Dance, qui est diffusée sur NBC le samedi soir. Il devient rapidement un artiste vedette de l'émission, avec laquelle il reste pendant cinq ans jusqu'à peu de temps avant sa mort. 

## Mort
Henry Burr souffre d'un cancer de la gorge et décède à Chicago, Illinois le 6 avril 1941. Enterré près de sa belle-fille Marguarite à Mount Vernon, New York, où il vécut,. Sa femme quant à elle décède d'une maladie cardiaque en 1954 à Arlington Heights, Illinois.